# Gorges de Galamus
Koordinaten: 42° 50′ 9″ N, 2° 28′ 50″ O

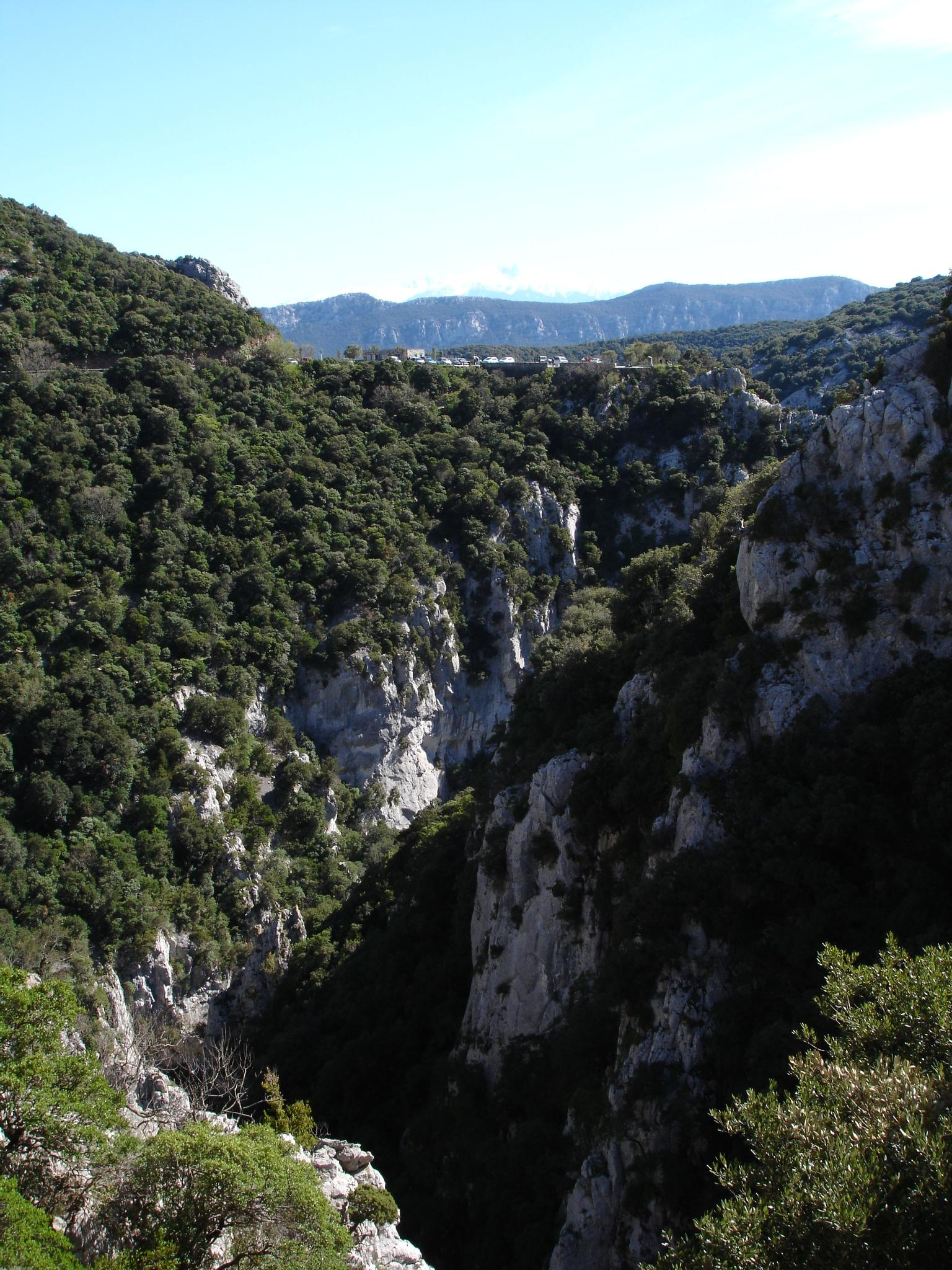
Die Gorges de Galamus

Gelegen in Frankreich, sind die Gorges de Galamus (zu deutsch: Schluchten von Galamus) eine enge Passage zwischen den Départements Aude und Pyrénées-Orientales.

## Geologischer Kontext
Der Agly, der am Grund der Schluchten fließt, ist ein kleiner Fluss, der von Pech de Bugarach kommt und der diese mehrere zehn Meter tiefe Vertiefung in den Stein gegraben hat. Er hat weiter südlich das Fossé de la Fou durch eine weitere Kalksteinbarriere gegraben. Die Schluchten selber werden durch eine seltene geologische Gesteinsart, die aus Quellwassern entstanden ist, geformt.
Der Agly wird aus zahlreichen Quellen und anderen unterirdischen Wasserzuflüssen gespeist, die teilweise warm sind (27 °C) und die man entlang der Schluchten findet. Der reichhaltige Zufluss (150 l/s) gewährleistet die Wasserentnahmemöglichkeit des Dorfes Saint-Paul-de-Fenouillet unterhalb der Schluchten.
Geologisch bestehen die Schluchten aus Kalkstein und Dolomiten vom Schwarzjura bis zur Kreidezeit (zwischen −205 und −108 Millionen Jahre). Diese Steine haben ein raues und bewegtes Relief geformt.

## Geografische Position
Die Schluchten von Galamus befinden sich zwischen den Gemeinden von Cubières-sur-Cinoble (im Département Aude) und Saint-Paul-de-Fenouillet (im Département Pyrénées-Orientales). Die Schluchten breiten sich auf einer Strecke von 2 km in nord-südlicher Richtung aus. Sie befinden sich 38 km nordwest/westlich von Perpignan und 7,5 km westlich der Burg Peyrepertuse auf der Route der Kathererschlösser.

## Bemerkenswerte Orte

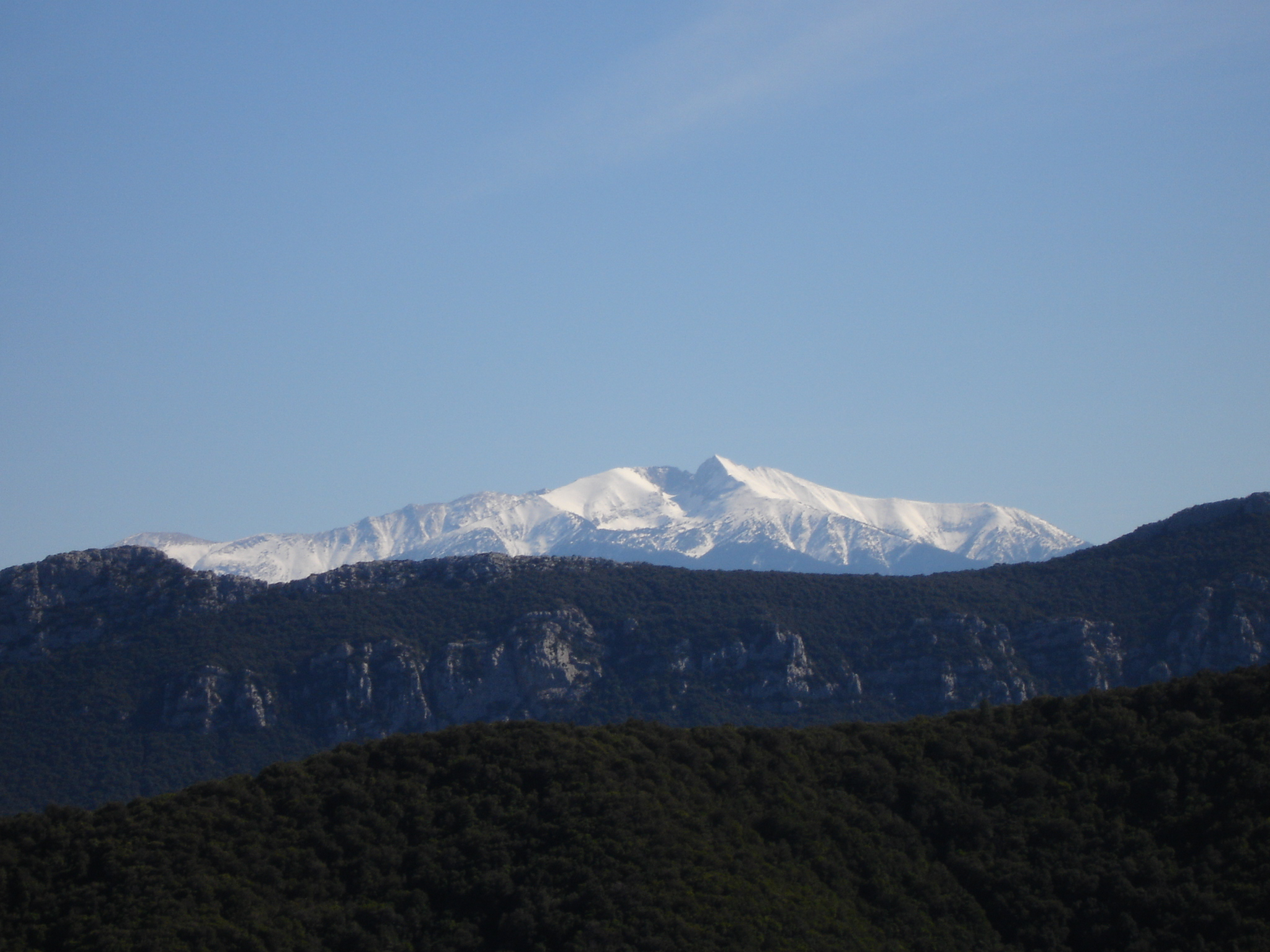
Pic du Canigou

Die Gorges de Galamus sind ein Nationalpark, die vielfältige Überraschungen bietet.

### Blick auf den Canigou
Am Ausgang der Schluchten im Süden in dem Département Pyrénées-Orientales bietet sich ein Panoramablick auf den Pic du Canigou, dem höchsten Berggipfel des Départements.

### Die Eremitage von Saint-Antoine

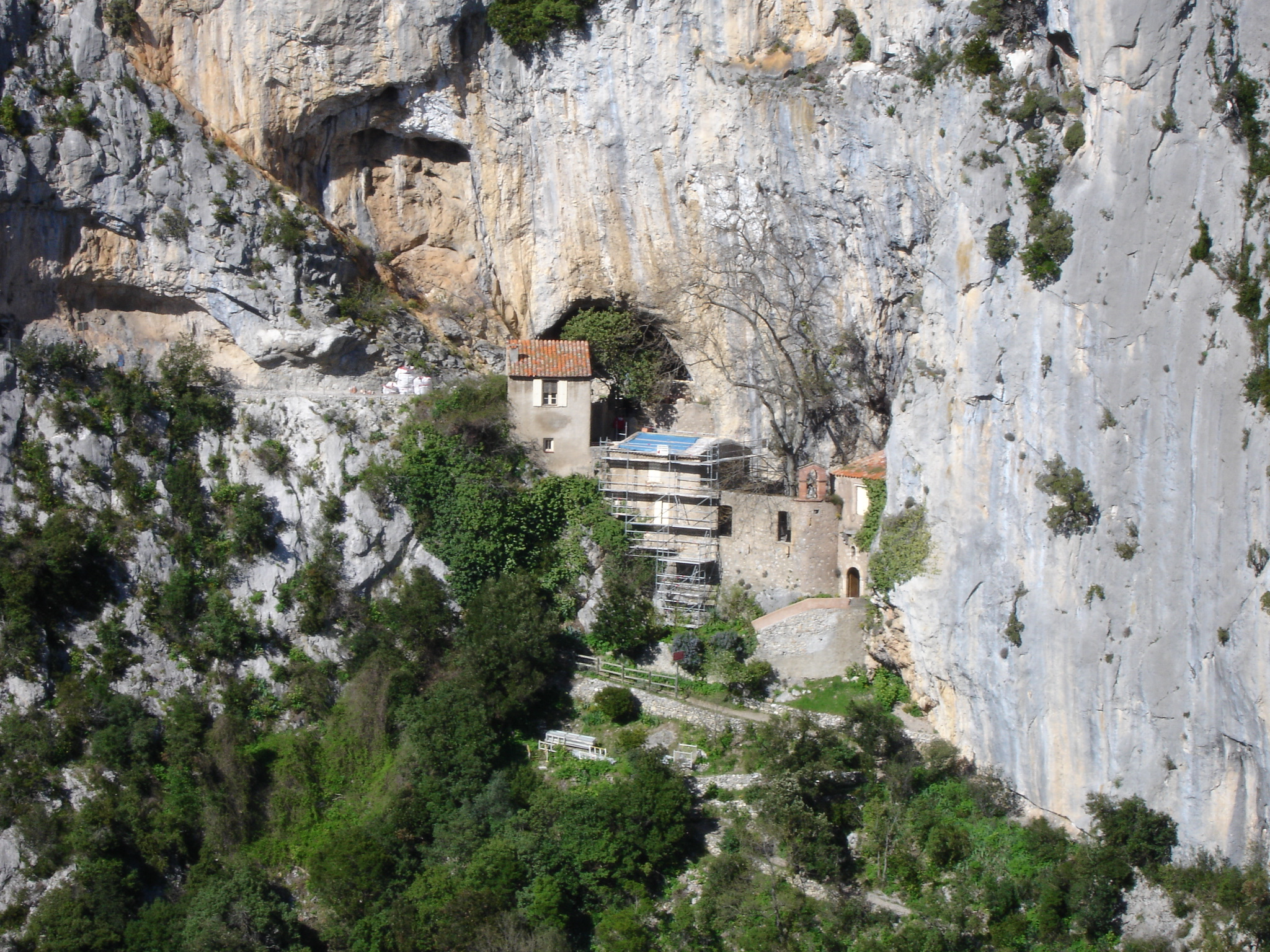
Die Eremitage von Saint-Antoine

Diese Eremitage besteht seit dem 7. Jahrhundert. Zunächst reduziert auf eine einzige Grotte, befindet sich heute an diesem Ort eine Kapelle, die an der Felswand der Schluchten errichtet wurde. Vielfältige Wacholder, die mehr als 500 Jahre alt sind, hängen an den Felsen und ragen über die Treppe herüber, die zum inneren Hof hinunterführen. Die Kapelle wurde nach einem "Wunder" im Jahre 1782 gebaut. Durch dieses Wunder wurden viele Einwohner von Saint Paul de Fenouillet von einer speziellen Form des Gangräns (einer Gewebenekrose, bei der man stark schwitzt) durch den Schutz von Saint-Antoine gerettet. Seit diesem Tag treibt eine Platane umgeben von Steinen fast ohne Wasser. Sie ist heute stark gewachsen und spendet den Besuchern Schatten.
Die Stätte wurde im 15. Jahrhundert von den Franziskanern umgebaut. Sie ist zu einem traditionellen Pilgerort am Ostermontag für die Okzitanier und am Pfingstmontag für den Süden Okzitaniens und für Katalonien geworden.
Die Eremitage hat als Schauplatz für die folgenden Filme gedient:
- China mein Schmerz (Preis Jean Vigo) im Jahre 1989,
- Die neun Pforten von Roman Polański im Jahre 1998.

### Die Straße oberhalb der Schlucht

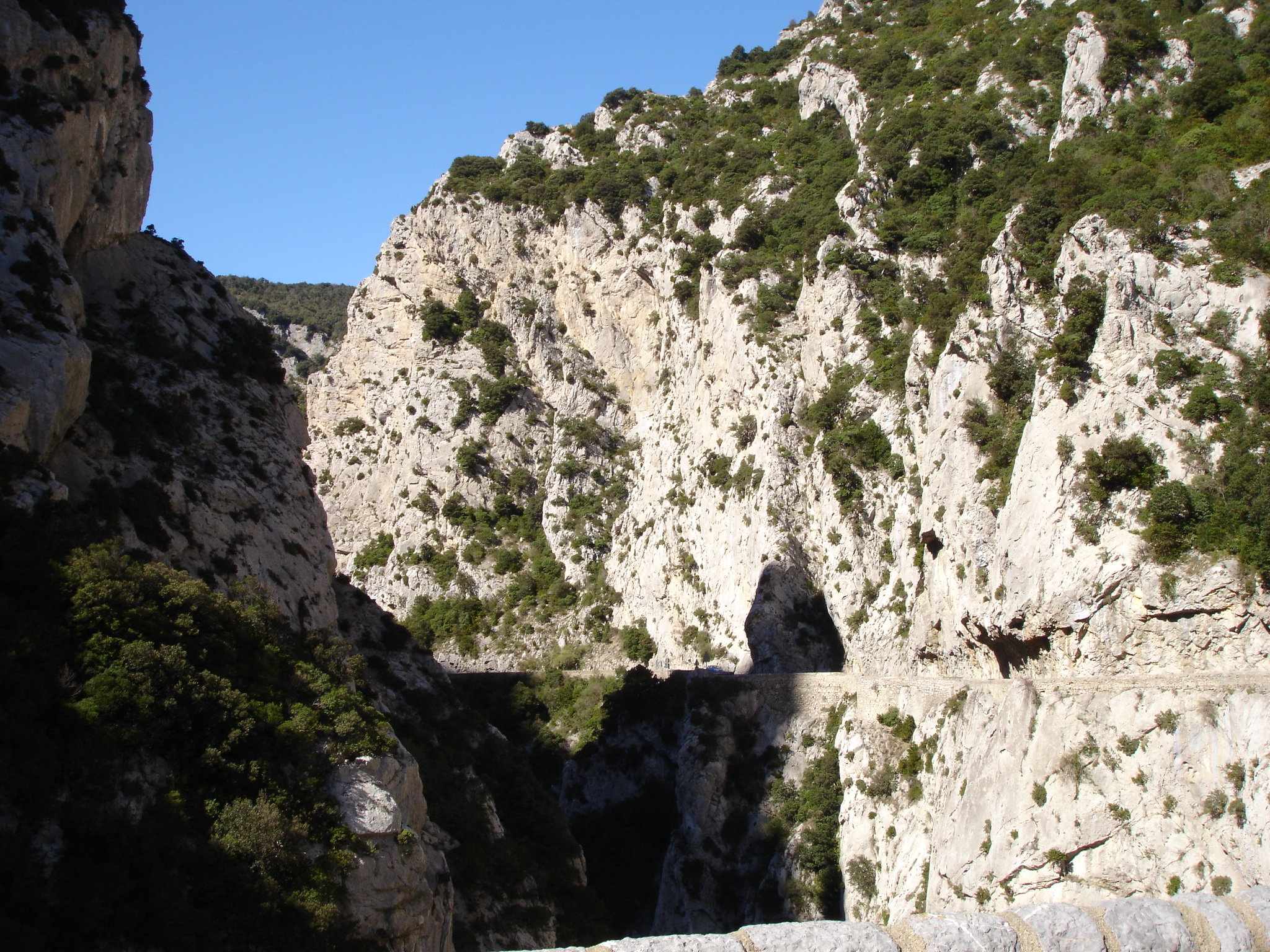
Die Straße oberhalb der Schlucht

Die sehr enge Landstraße D10 durchzieht die Gorges de Galamus (D7 im Bereich der Gemeinde von St Paul de Fenouillet).

## Die Erkundung der Schlucht

### Mittels Auto
Die Durchfahrt der Schlucht im Auto kann praktisch das ganze Jahr über erfolgen. Diese Stelle wird im Sommer viel, teilweise zu viel, frequentiert. Die Enge der Straße bringt große Probleme für den Verkehr mit sich. Infolgedessen ist der Verkehrsfluss der Straße in den Monaten Juli und August reglementiert. Der Verkehr wird auf einer Strecke von 1,5 km wechselseitig als Einbahnstraße geführt.
Aufgrund der Enge der Straße ist es im Bereich der Schlucht unmöglich zu wenden.
Die Durchfahrtshöhe ist für 2,70 Meter zugelassen, die Fahrzeugbreite für 2 Meter.

### Mittels Canyoning

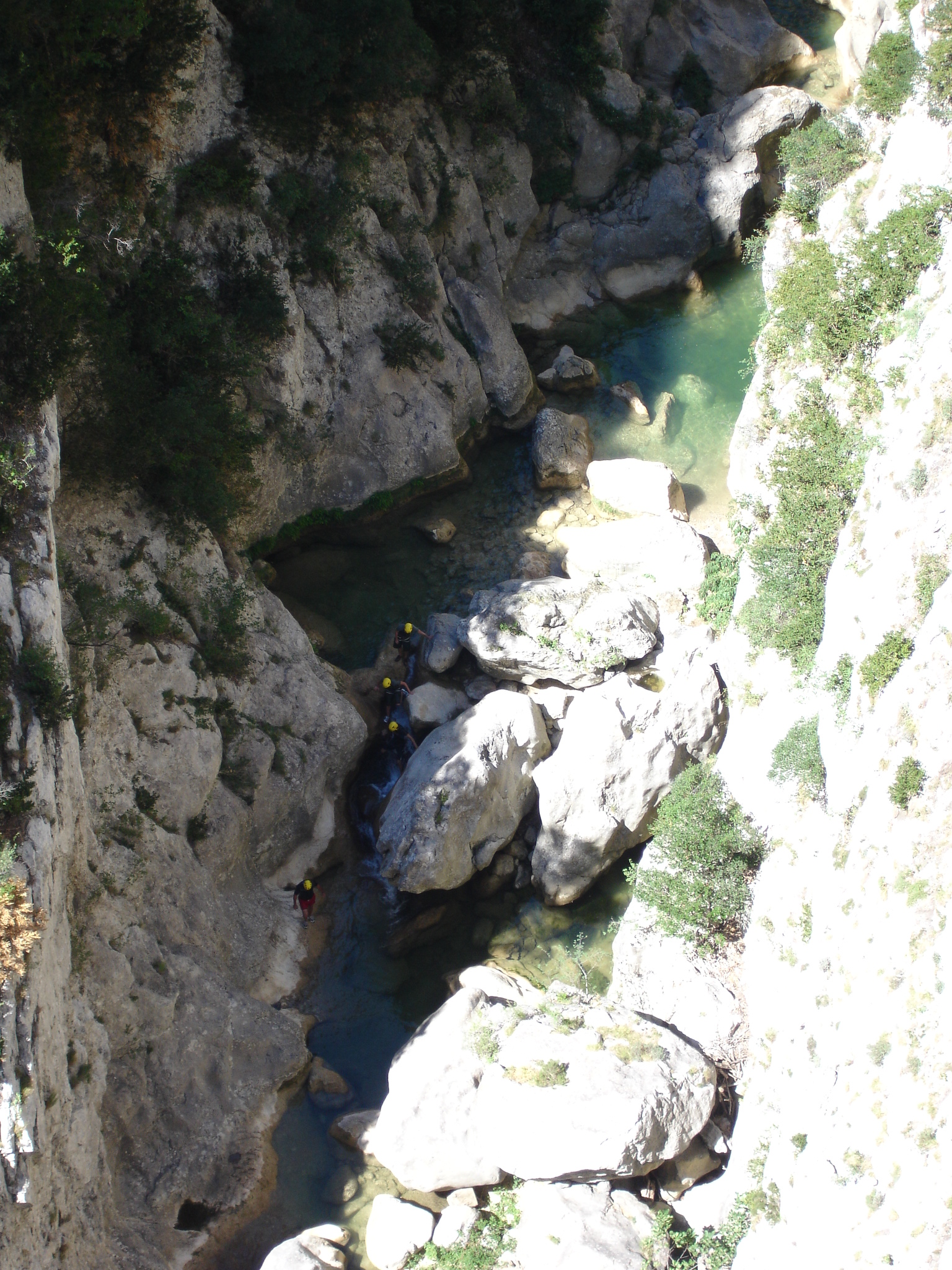
Der Grund der Schlucht, günstig für Canyoning

Der Abstieg des Flusses Agly mittels Canyoning ist möglich und sehr schön. Der Abstieg ist allerdings reglementiert: Er ist jedes Jahr vom 1. April bis zum 1. November zwischen 9 und 17 Uhr erlaubt und setzt eine Erklärung an das Rathaus von Cubières-sur-Cinoble voraus, die für Einzelpersonen mindestens 24 Stunden und für Gruppen mindestens 1 Stunde vorher abgegeben werden muss. Eine Sicherheitsausrüstung ist erforderlich.
Der Abstieg mittels Canyoning startet von Cubières sur Cinoble im Bereich des Parkplatzes von L'Oule und endet unter dem Parkplatz von Belvédère auf der Seite von Saint Paul de Fenouillet.

### Zu Fuß
Am besten erkundet man den Parcours der Gorges de Galamus zu Fuß oder man macht einen Rundweg, der beeindruckende Ansichten der Schluchten und ihrer Umgebung gibt.